# Tête-à-tête (Sitzmöbel)

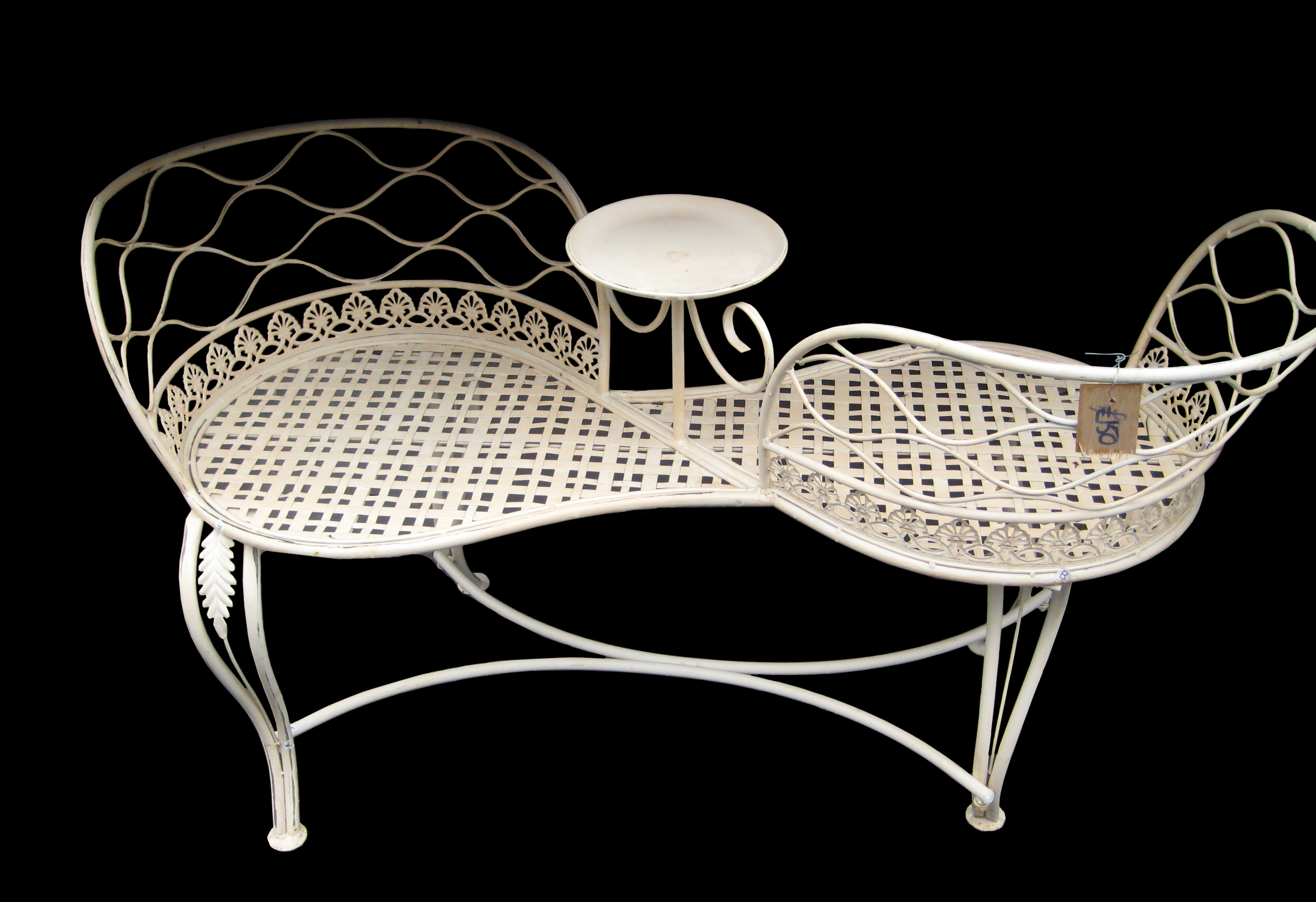
Eine Gartenbank in Form eines Tête-à-tête

Als Tête-à-tête (frz. Kopf an Kopf; veraltet für ein Gespräch unter vier Augen) wird ein zweisitziges Sofa bezeichnet, dessen Sitzflächen und Rückenlehnen der einzelnen Plätze einander entgegengerichtet sind, so dass die Gesprächspartner sich von Angesicht zu Angesicht gegenübersitzen, ohne die Köpfe verdrehen zu müssen. Die Arm- und Rückenlehnen haben somit annähernd eine S-Form. Die mittlere Armlehne kann zusätzlich mit einer kleinen Stellfläche ausgestattet sein. Ziel dieser Konstruktion war die Schaffung größtmöglicher Nähe für vertrauliche Gespräche ohne störende Tische dazwischen. Gleichzeitig wurde durch die mittlere Armlehne ein Rest von Distanz gewahrt.